# Жовтоокий пінгвін
Жовто́окий пінгв́ін (Megadyptes) — рід птахів з родини пінгвінових, що налічує два види:
- Пінгвін жовтоокий[1] поширений на території Нової Зеландії та в прилеглих водах;
- †Megadyptes waitaha — вимерлий вид.